# Mizen Head

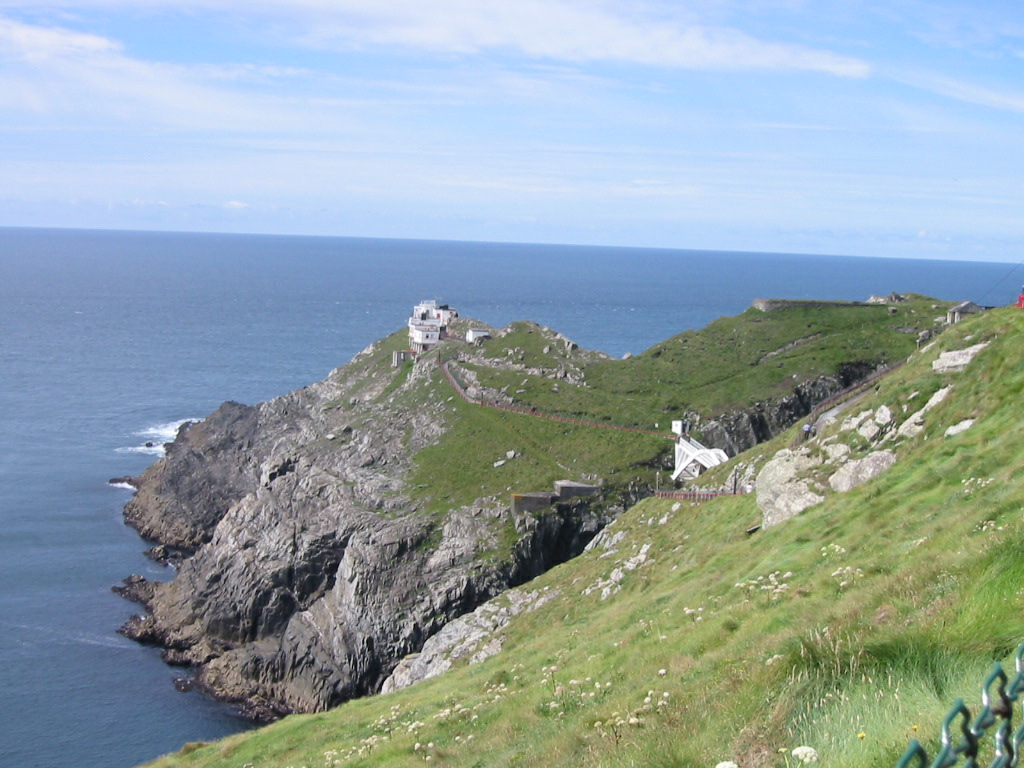
Mizen Head: o um dos extremos da Irlanda.

Mizen Head (Carn Uí Néid em gaélico), é um dos extremo da ilha da Irlanda. Fica situado no condado de Cork, República da Irlanda, sendo uma importante atracção turística.
Localizada sobre o promontório está uma antiga estação de sinais marítimos, em tempos utilizada para comunicar com os navios que contornavam a ilha em direcção às Américas ou que de lá regressavam, uma importante estação meteorológica e um farol.
A estação de sinais é hoje um museu aberto aos visitantes, acessível por uma escaleira com "99 degraus", uma longa série de degraus que forma o carreiro que conduz ao topo da colina onde estavam localizados os mastros de sinais.